# Sudipen
Sudipen  (Bayan ng  Sudipen), antes conocido por Sukdipan, es un municipio filipino de cuarta categoría, situado en la isla de Luzón y perteneciente a  la provincia de La Unión en la Región Administrativa de Ilocos, también denominada Región I.

## Geografía
Sudipen es el municipio más septentrional de la provincia de La Unión, separado por el río Amburayan de la provincia de Ilocos del Sur.

## Barangays
Sudipen se divide, a los efectos administrativos, en 17  barangayes o barrios, conforme a la siguiente relación:
| - Bigbiga - Castro - Duplas - Ipet | - Ilocano - Maliclico - Old Central (Nagpanaoan) - Namaltugan | - Población - Porporiket - San Francisco del Norte - San Francisco del Sur | - San José - Sengngat - Turod - Up-uplas (Duplas) - Bulalaan |  |

## Historia
Soldados españoles llagan a Nagpanaoan, hoy llamado Old Central. Uno de los soldados  se interesa por el nombre del lugar. Sin conocer español y pensar que los soldados querían saber qué estaban haciendo, la gente del barrio respondió: suksukdipan mi toy ABONG apo, es decir, retejando. Los españoles adoptaron el nombre de Sukdipan para designa el lugar. Bajo la ocupación estadounidense, la palabra sukdipan fue sustiyuida por Sudipen, su actual denominación.
Sudipen fue un barrio de Bangar,  hasta que en 1906, Bartolomé Laoagan Apusen consiguió integrar la población en la subprovincia de Lepanto, Amburayan.
En 1916, el municipio pasa a formar parte de la provincia de La Unión.